# Vòng loại Giải vô địch bóng đá thế giới 2014 – Khu vực châu Âu (Bảng G)
Dưới đây là kết quả các trận đấu trong khuôn khổ bảng G - vòng loại giải vô địch bóng đá thế giới 2014 - khu vực châu Âu. 6 đội bóng châu Âu bao gồm Hy Lạp, Slovakia, Bosna và Hercegovina, Litva, Latvia và Liechtenstein, thi đấu trong hai năm 2012 và 2013, theo thể thức lượt đi-lượt về, vòng tròn tính điểm, lấy hai đội đầu bảng tham gia vòng chung kết.
Sau khi kết thúc vòng loại, Bosna và Hercegovina đã chính thức lần đầu tiên giành quyền tham dự World Cup 2014 và Hy Lạp sẽ tham dự vòng đấu play-off.

## Bảng xếp hạng
| Đội                      | ST | T | H | B | BT | BB | HS  | Đ  |  | Bosna và Hercegovina | Hy Lạp | Slovakia | Litva | Latvia | Liechtenstein |
| ------------------------ | -- | - | - | - | -- | -- | --- | -- |  | -------------------- | ------ | -------- | ----- | ------ | ------------- |
| Bosna và Hercegovina (Q) | 10 | 8 | 1 | 1 | 30 | 6  | +24 | 25 |  |                      | 3–1    | 0–1      | 3–0   | 4–1    | 4–1           |
| Hy Lạp (A)               | 10 | 8 | 1 | 1 | 12 | 4  | +8  | 25 |  | 0–0                  |        | 1–0      | 2–0   | 1–0    | 2–0           |
| Slovakia                 | 10 | 3 | 4 | 3 | 11 | 10 | +1  | 13 |  | 1–2                  | 0–1    |          | 1–1   | 2–1    | 2–0           |
| Litva                    | 10 | 3 | 2 | 5 | 9  | 11 | −2  | 11 |  | 0–1                  | 0–1    | 1–1      |       | 2–0    | 2–0           |
| Latvia                   | 10 | 2 | 2 | 6 | 10 | 20 | −10 | 8  |  | 0–5                  | 1–2    | 2–2      | 2–1   |        | 2–0           |
| Liechtenstein            | 10 | 0 | 2 | 8 | 4  | 25 | −21 | 2  |  | 1–8                  | 0–1    | 1–1      | 0–2   | 1–1    |               |

## Kết quả
Lịch thi đấu của bảng G đã được quyết định sau cuộc họp tại Bratislava, Slovakia, vào ngày 18 tháng 11 năm 2011.
| Liechtenstein | 1–8      | Bosna và Hercegovina                                              |
| ------------- | -------- | ----------------------------------------------------------------- |
| Christen 60'  | Chi tiết | Misimović 26', 31' · Ibišević 33', 39', 82' · Džeko 46', 64', 80' |

| Litva        | 1–1      | Slovakia   |
| ------------ | -------- | ---------- |
| Žaliūkas 18' | Chi tiết | Sapara 41' |

| Latvia            | 1–2      | Hy Lạp                      |
| ----------------- | -------- | --------------------------- |
| Cauņa 41' (ph.đ.) | Chi tiết | Spyropoulos 57' · Gekas 69' |

| Bosna và Hercegovina                          | 4–1      | Latvia    |
| --------------------------------------------- | -------- | --------- |
| Misimović 12', 54' · Pjanić 44' · Džeko 90+2' | Chi tiết | Gorkšs 5' |

| Slovakia                 | 2–0      | Liechtenstein |
| ------------------------ | -------- | ------------- |
| Sapara 37' · Jakubko 79' | Chi tiết |               |

| Hy Lạp                    | 2–0      | Litva |
| ------------------------- | -------- | ----- |
| Ninis 55' · Mitroglou 72' | Chi tiết |       |

| Liechtenstein | 0–2      | Litva               |
| ------------- | -------- | ------------------- |
|               | Chi tiết | Česnauskis 50', 74' |

| Slovakia                      | 2–1      | Latvia                   |
| ----------------------------- | -------- | ------------------------ |
| Hamšík 5' (ph.đ.) · Sapara 9' | Chi tiết | Verpakovskis 84' (ph.đ.) |

| Hy Lạp | 0–0      | Bosna và Hercegovina |
| ------ | -------- | -------------------- |
|        | Chi tiết |                      |

| Latvia                   | 2–0      | Liechtenstein |
| ------------------------ | -------- | ------------- |
| Kamešs 29' · Gauračs 77' | Chi tiết |               |

| Bosna và Hercegovina                  | 3–0      | Litva |
| ------------------------------------- | -------- | ----- |
| Ibišević 29' · Džeko 35' · Pjanić 41' | Chi tiết |       |

| Slovakia | 0–1      | Hy Lạp          |
| -------- | -------- | --------------- |
|          | Chi tiết | Salpingidis 63' |

| Liechtenstein | 1–1      | Latvia    |
| ------------- | -------- | --------- |
| Polverino 17' | Chi tiết | Cauņa 30' |

| Slovakia    | 1–1      | Litva      |
| ----------- | -------- | ---------- |
| Jakubko 40' | Chi tiết | Šernas 19' |

| Bosna và Hercegovina          | 3–1      | Hy Lạp      |
| ----------------------------- | -------- | ----------- |
| Džeko 29', 53' · Ibišević 36' | Chi tiết | Gekas 90+3' |

| Latvia | 0–5      | Bosna và Hercegovina                                               |
| ------ | -------- | ------------------------------------------------------------------ |
|        | Chi tiết | Lulić 48' · Ibišević 53' · Medunjanin 63' · Pjanić 80' · Džeko 82' |

| Liechtenstein | 1–1      | Slovakia   |
| ------------- | -------- | ---------- |
| Büchel 13'    | Chi tiết | Ďurica 73' |

| Litva | 0–1      | Hy Lạp                 |
| ----- | -------- | ---------------------- |
|       | Chi tiết | Christodoulopoulos 20' |

| Latvia                     | 2–1      | Litva            |
| -------------------------- | -------- | ---------------- |
| Bulvītis 20' · Zjuzins 42' | Chi tiết | Matulevičius 44' |

| Bosna và Hercegovina | 0–1      | Slovakia     |
| -------------------- | -------- | ------------ |
|                      | Chi tiết | Pečovský 77' |

| Liechtenstein | 0–1      | Hy Lạp        |
| ------------- | -------- | ------------- |
|               | Chi tiết | Mitroglou 72' |

| Litva                            | 2–0      | Liechtenstein |
| -------------------------------- | -------- | ------------- |
| Matulevičius 18' · Kijanskas 40' | Chi tiết |               |

| Slovakia   | 1–2      | Bosna và Hercegovina        |
| ---------- | -------- | --------------------------- |
| Hamšík 43' | Chi tiết | Bičakčić 70' · Hajrović 78' |

| Hy Lạp          | 1–0      | Latvia |
| --------------- | -------- | ------ |
| Salpingidis 58' | Chi tiết |        |

| Litva                       | 2–0      | Latvia |
| --------------------------- | -------- | ------ |
| Cernych 7' · Mikoliūnas 68' | Chi tiết |        |

| Bosna và Hercegovina                          | 4–1      | Liechtenstein |
| --------------------------------------------- | -------- | ------------- |
| Džeko 27', 39' · Misimović 34' · Ibišević 38' | Chi tiết | Hasler 61'    |

| Hy Lạp            | 1–0      | Slovakia |
| ----------------- | -------- | -------- |
| Škrtel 44' (l.n.) | Chi tiết |          |

| Hy Lạp                          | 2–0      | Liechtenstein |
| ------------------------------- | -------- | ------------- |
| Salpingidis 7' · Karagounis 81' | Chi tiết |               |

| Litva | 0–1      | Bosna và Hercegovina |
| ----- | -------- | -------------------- |
|       | Chi tiết | Ibišević 68'         |

| Latvia                  | 2–2      | Slovakia                |
| ----------------------- | -------- | ----------------------- |
| Šabala 47' · Rode 90+2' | Chi tiết | Jakubko 9' · Saláta 16' |

## Danh sách cầu thủ ghi bàn
10 bàn
| - Edin Džeko |

8 bàn
| - Vedad Ibišević |

5 bàn
| - Zvjezdan Misimović |

3 bàn
| - Miralem Pjanić - Dimitris Salpingidis | - Martin Jakubko | - Marek Sapara |

2 bàn
| - Theofanis Gekas - Konstantinos Mitroglou | - Aleksandrs Cauņa - Edgaras Česnauskis | - Deivydas Matulevičius - Marek Hamšík |  |

1 bàn
| - Ermin Bičakčić - Izet Hajrović - Senad Lulić - Haris Medunjanin - Lazaros Christodoulopoulos - Giorgos Karagounis - Sotiris Ninis - Nikos Spyropoulos - Nauris Bulvītis - Edgars Gauračs | - Kaspars Gorkšs - Vladimirs Kamešs - Renārs Rode - Valērijs Šabala - Māris Verpakovskis - Artūrs Zjuzins - Martin Büchel - Mathias Christen - Nicolas Hasler | - Michele Polverino - Fiodor Cernych - Tadas Kijanskas - Saulius Mikoliūnas - Darvydas Šernas - Marius Žaliūkas - Jan Durica - Viktor Pečovský - Kornel Saláta |

phản lưới nhà
| - Martin Škrtel (trong trận gặp Hy Lạp) |

## Thẻ phạt
| Pos | Cầu thủ                  | Quốc gia      | Thẻ vàng | Thẻ đỏ | Treo giò                                                                               | Ghi chú |
| --- | ------------------------ | ------------- | -------- | ------ | -------------------------------------------------------------------------------------- | --- |
| FW  | Tadas Labukas            | Litva         | 2        | 1      | vs Liechtenstein (12 tháng 10 năm 2012)                                                | Đuổi khỏi sân trong trận vòng loại giải vô địch bóng đá thế giới 2014                                                                    |
| DF  | Daniel Kaufmann          | Liechtenstein | 2        | 1      | vs Latvia (22 tháng 3 năm 2013)                                                        | Đuổi khỏi sân trong trận vòng loại giải vô địch bóng đá thế giới 2014                                                                    |
| MF  | Viktor Pečovský          | Slovakia      | 0        | 1      | vs Liechtenstein (11 tháng 9 năm 2012)                                                 | Đuổi khỏi sân trong trận vòng loại giải vô địch bóng đá thế giới 2014                                                                    |
| MF  | Aleksandrs Fertovs       | Latvia        | 0        | 1      | vs Litva (6 tháng 9 năm 2013)                                                          | Đuổi khỏi sân trong trận vòng loại giải vô địch bóng đá thế giới 2014                                                                    |
| MF  | Gediminas Vičius         | Litva         | 4        | 0      | vs Liechtenstein (12 tháng 10 năm 2012)                                                | Vắng mặt trong 2 trận vòng loại giải vô địch bóng đá thế giới 2014                                                                       |
| FW  | Mathias Christen         | Liechtenstein | 4        | 0      | vs Litva (12 tháng 10 năm 2012) vs Lithuania (ngày 10 tháng 9 năm 2013)                | Vắng mặt trong 2 trận vòng loại giải vô địch bóng đá thế giới 2014 Vắng mặt trong 2 trận vòng loại giải vô địch bóng đá thế giới 2014    |
| MF  | Edgaras Česnauskis       | Litva         | 4        | 0      | vs Bosna và Hercegovina (16 tháng 10 năm 2012) vs Latvia (ngày 11 tháng 10 năm 2013)   | Vắng mặt trong 2 trận vòng loại giải vô địch bóng đá thế giới 2014 Vắng mặt trong 2 trận vòng loại giải vô địch bóng đá thế giới 2014    |
| MF  | Saulius Mikoliūnas       | Litva         | 2        | 0      | vs Bosna và Hercegovina (16 tháng 10 năm 2012)                                         | Vắng mặt trong 2 trận vòng loại giải vô địch bóng đá thế giới 2014                                                                       |
| DF  | Oskars Kļava             | Latvia        | 2        | 0      | vs Liechtenstein (16 tháng 10 năm 2012)                                                | Vắng mặt trong 2 trận vòng loại giải vô địch bóng đá thế giới 2014                                                                       |
| DF  | Ritus Krjauklis          | Latvia        | 2        | 0      | vs Liechtenstein (16 tháng 10 năm 2012)                                                | Vắng mặt trong 2 trận vòng loại giải vô địch bóng đá thế giới 2014                                                                       |
| DF  | Arūnas Klimavičius       | Litva         | 2        | 0      | vs Slovakia (22 tháng 3 năm 2013)                                                      | Vắng mặt trong 2 trận vòng loại giải vô địch bóng đá thế giới 2014                                                                       |
| DF  | Deniss Ivanovs           | Latvia        | 2        | 0      | vs Liechtenstein (22 tháng 3 năm 2013)                                                 | Vắng mặt trong 2 trận vòng loại giải vô địch bóng đá thế giới 2014                                                                       |
| MF  | Michal Breznaník         | Slovakia      | 2        | 0      | vs Litva (22 tháng 3 năm 2013)                                                         | Vắng mặt trong 2 trận vòng loại giải vô địch bóng đá thế giới 2014                                                                       |
| DF  | Ritvars Rugins           | Latvia        | 2        | 1      | vs Bosna và Hercegovina (7 tháng 6 năm 2013) vs Lithuania (ngày 11 tháng 10 năm 2013)  | Vắng mặt trong 2 trận vòng loại giải vô địch bóng đá thế giới 2014 Đuổi khỏi sân trong trận vòng loại giải vô địch bóng đá thế giới 2014 |
| MF  | Franz Burgmeier          | Liechtenstein | 4        | 0      | vs Slovakia (7 tháng 6 năm 2013) vs Bosnia and Herzegovina (ngày 11 tháng 10 năm 2013) | Vắng mặt trong 2 trận vòng loại giải vô địch bóng đá thế giới 2014                                                                       |
| MF  | Michele Polverino        | Liechtenstein | 3        | 0      | vs Slovakia (7 tháng 6 năm 2013)                                                       | Vắng mặt trong 2 trận vòng loại giải vô địch bóng đá thế giới 2014                                                                       |
| DF  | Martin Stocklasa         | Liechtenstein | 3        | 0      | vs Slovakia (7 tháng 6 năm 2013)                                                       | Vắng mặt trong 2 trận vòng loại giải vô địch bóng đá thế giới 2014                                                                       |
| FW  | Martin Jakubko           | Slovakia      | 3        | 0      | vs Litva (7 tháng 6 năm 2013)                                                          | Vắng mặt trong 2 trận vòng loại giải vô địch bóng đá thế giới 2014                                                                       |
| DF  | Martin Škrtel            | Slovakia      | 2        | 0      | vs Litva (7 tháng 6 năm 2013)                                                          | Vắng mặt trong 2 trận vòng loại giải vô địch bóng đá thế giới 2014                                                                       |
| MF  | Deividas Šemberas        | Litva         | 2        | 0      | vs Hy Lạp (7 tháng 6 năm 2013)                                                         | Vắng mặt trong 2 trận vòng loại giải vô địch bóng đá thế giới 2014                                                                       |
| FW  | Darvydas Šernas          | Litva         | 2        | 0      | vs Hy Lạp (7 tháng 6 năm 2013)                                                         | Vắng mặt trong 2 trận vòng loại giải vô địch bóng đá thế giới 2014                                                                       |
| MF  | Nicolas Hasler           | Liechtenstein | 3        | 0      | vs Hy Lạp (6 tháng 9 năm 2013)                                                         | Vắng mặt trong 2 trận vòng loại giải vô địch bóng đá thế giới 2014                                                                       |
| ST  | Georgios Samaras         | Hy Lạp        | 2        | 0      | vs Liechtenstein (6 tháng 9 năm 2013)                                                  | Vắng mặt trong 2 trận vòng loại giải vô địch bóng đá thế giới 2014                                                                       |
| ST  | Dimitrios Salpingidis    | Hy Lạp        | 2        | 0      | vs Liechtenstein (6 tháng 9 năm 2013)                                                  | Vắng mặt trong 2 trận vòng loại giải vô địch bóng đá thế giới 2014                                                                       |
| FW  | Artjoms Rudņevs          | Latvia        | 2        | 0      | vs Hy Lạp (10 tháng 9 năm 2013)                                                        | Vắng mặt trong 2 trận vòng loại giải vô địch bóng đá thế giới 2014                                                                       |
| ST  | Valērijs Šabala          | Latvia        | 2        | 0      | vs Hy Lạp (10 tháng 9 năm 2013)                                                        | Vắng mặt trong 2 trận vòng loại giải vô địch bóng đá thế giới 2014                                                                       |
| MF  | Mindaugas Panka          | Litva         | 3        | 0      | vs Liechtenstein (10 tháng 9 năm 2013)                                                 | Vắng mặt trong 2 trận vòng loại giải vô địch bóng đá thế giới 2014                                                                       |
| MF  | David Hasler             | Liechtenstein | 2        | 1      | vs Litva (10 tháng 9 năm 2013)                                                         | Đuổi khỏi sân trong trận vòng loại giải vô địch bóng đá thế giới 2014                                                                    |
| MF  | José Holebas             | Hy Lạp        | 3        | 1      | vs Latvia (10 tháng 9 năm 2013)                                                        | Đuổi khỏi sân trong trận vòng loại giải vô địch bóng đá thế giới 2014                                                                    |
| MF  | Sandro Wieser            | Liechtenstein | 2        | 0      | vs Bosna và Hercegovina (11 tháng 10 năm 2013)                                         | Vắng mặt trong 2 trận vòng loại giải vô địch bóng đá thế giới 2014                                                                       |
| MF  | Konstantinos Katsouranis | Hy Lạp        | 3        | 1      | vs Slovakia (11 tháng 10 năm 2013)                                                     | Đuổi khỏi sân trong trận vòng loại giải vô địch bóng đá thế giới 2014                                                                    |
| MF  | Giannis Maniatis         | Hy Lạp        | 2        | 0      | vs Liechtenstein (15 tháng 10 năm 2013)                                                | Vắng mặt trong 2 trận vòng loại giải vô địch bóng đá thế giới 2014                                                                       |
| MF  | Vladimir Weiss           | Slovakia      | 2        | 0      | vs Latvia (15 tháng 10 năm 2013)                                                       | Vắng mặt trong 2 trận vòng loại giải vô địch bóng đá thế giới 2014                                                                       |
| MF  | Miroslav Stoch           | Slovakia      | 2        | 0      | vs Latvia (15 tháng 10 năm 2013)                                                       | Vắng mặt trong 2 trận vòng loại giải vô địch bóng đá thế giới 2014                                                                       |
| DF  | Tomáš Hubočan            | Slovakia      | 2        | 0      | vs Latvia (15 tháng 10 năm 2013)                                                       | Vắng mặt trong 2 trận vòng loại giải vô địch bóng đá thế giới 2014                                                                       |
| MF  | Panagiotis Kone          | Hy Lạp        | 2        | 0      | vs TBD (15 tháng 11 năm 2013)                                                          | Vắng mặt trong 2 trận vòng loại giải vô địch bóng đá thế giới 2014                                                                       |